# Oberer Riedhof
Der Obere Riedhof war eine Pflegeeinrichtung in Grimmelfingen, heute ein Stadtteil von Ulm.

## Geschichte
Der Obere Riedhof war ein städtisches Hofgut mit einem schlossartigen Hauptgebäude.
Die Einrichtung wurde 1892 als „Armenbeschäftigungs- und Bewahranstalt“ vom Württembergischen Landesarmenverband gegründet, in der obdachlose, alte, kranke und behinderte Menschen untergebracht wurden. Die Anstalt kooperierte mit der Brüderanstalt Karlshöhe in Ludwigsburg, von der auch die Krankenpfleger und die Gärtner kamen. Die Anstalt war von einer strengen, religiös ausgerichteten Hausordnung geprägt. Die Insassen mussten arbeiten, soweit sie irgendwie arbeitsfähig waren.
Als die Einrichtung 1924 in den Landesfürsorgeverband überging, wurde sie in „Landesfürsorgeanstalt“ umbenannt.

### Zeit des Nationalsozialismus
1937 zählte die Einrichtung 360 Plätze.
Der Amtsarzt Eduard Schefold besuchte jedes Jahr die Anstalt. Er untersuchte die Pfleglinge des Riedhofs erbbiologisch und empfahl als Gutachter gegebenenfalls die Unfruchtbarmachung. Leiter des Riedhofs war Robert Herschlein. Vor dem Hintergrund von drei Schwangerschaften unter den Insassen forderte Herschlein 1936 die anderen Heil- und Pflegeanstalten dazu auf, die Patienten vor der Verlegung in den Riedhof unfruchtbar zu machen. Insassen mit geistigen Behinderungen hatten kaum eine Chance, der Zwangssterilisation zu entgehen.
Im Riedhof wurden vor der Aktion T4 121 geistesschwache Menschen gezählt. Am 23. August 1940 wurden 40 Bewohner in die Tötungsanstalt Grafeneck verlegt und dort ermordet; zu den Bewohnern zählte beispielhaft Bertha Rabausch. Am 19. November wurden weitere 15 Heimbewohner nach Grafeneck gebracht und dort ermordet. Drei Bewohner, die an Typhus erkrankt waren, wurden in die Heilanstalt Weißenau zwischenverlegt und später in Grafeneck vergast.
Weitere 27 Menschen wurden ab Juli 1941 nach Zwiefalten verlegt.

### Nachkriegszeit
Zum Oberen Riedhof gehörte ein eigener Friedhof, auf dem Hunderte verstorbene Bewohner begraben wurden.
1974 wurde der Riedhof geschlossen und durch den Tannenhof Ulm ersetzt. Die Bürger von Grimmelfingen bemühen sich, den Friedhof des Oberen Riedhofs, der sich auf einem Grundstück der Stadt Ulm befindet, als Denkmal zu erhalten.
2004 wurde am einstigen Standort des Riedhofs beim Ratiopharm-Logistikzentrum eine Stele zur Erinnerung an die Ermordeten errichtet. Die Tabuisierung des Ortes und des Themas wirkt aber bis heute nach.